# Total Overdose 2: Tequila Gunrise
Total Overdose 2: Tequila Gunrise é um jogo Open-World aos moldes de GTA. Tequila Gunrise estava em desenvolvimento pela Deadline Games em 2006 para Playstation 2 e PC, mas devido as novas gerações de consoles estes projetos foram trasnferidos para Playstation 3 e Xbox 360.O projetado seria uma continuação direta de Total Overdose.
Com uma nova Geração de consoles requeria uma nova engine inovadora para aquela época, porem a Eidos não estava interessada em uma continuação, em maio de 2009 a Deadline declarou falência, poucos meses após o lançamento de Watchmen: The End Is Nigh.